# Пушкин, Александр Петрович
Алекса́ндр Петро́вич Пу́шкин (между 1686 и 1692 — вскоре после 12 февраля 1726, Москва, Московская провинция, Московская губерния, Российская империя) — российский военный, сержант лейб-гвардии Преображенского полка, прадед поэта Александра Сергеевича Пушкина. Принадлежал к окружению Петра I, был зятем царского любимца кораблестроителя Ивана Михайловича Головина, владел имениями во многих уездах Центральной России (в частности, получил в наследство село Болдино под Арзамасом).
В припадке безумия в декабре 1725 года убил свою беременную жену Евдокию Ивановну, заподозренную им в неверности и преступном сговоре с прислугой. После этого Пушкин принёс явку с повинной, из-за болезни был освобождён на поруки и вскоре умер, находясь под следствием. Сохранились написанное им признание и запись устных показаний, благодаря которым в подробностях известна история убийства Евдокии Пушкиной.

## Биография

### Происхождение
Александр Петрович Пушкин принадлежал к старинному дворянскому роду. Согласно генеалогической легенде, включённой в «Гербовник», Пушкины происходили от Ратши, выехавшего на Русь «из немец» (по разным версиям, в XII или XIII веке), и были сородичами Челядниных, Бутурлиных, Каменских и многих других знатных семей. Потомок Ратши в шестом поколении Григорий Александрович Морхинин носил прозвище Пушка, от которого и была образована фамилия. Александр Петрович Пушкин принадлежал к младшей ветви рода. Его ближайшие предки были помещиками в центральных уездах России, а на службе не поднимались выше придворного чина стольника и должности воеводы в сторожевых полках либо в окраинных городах. Прадед, Пётр Тимофеевич, был воеводой в Тюмени (1627—1628 годы), дед, Пётр Петрович, в качестве стольника присутствовал на свадьбе царя Алексея Михайловича и Марии Милославской в 1648 году, а отец, ещё один Пётр Петрович, был судьёй во Владимирском приказе и участником Земского собора 1682 года, отменившего местничество.
Матерью Александра Петровича была Феодосия Юрьевна Есипова, родившая пятерых сыновей (в хронологическом порядке — Ивана, Леонтия, Илью, Александра и Фёдора) и дочь Аграфену, жену стольника Ивана Ивановича Безобразова. По женской линии Пушкины были в близком родстве с дворянами Желябужскими и Сунбуловыми.

### Основные события

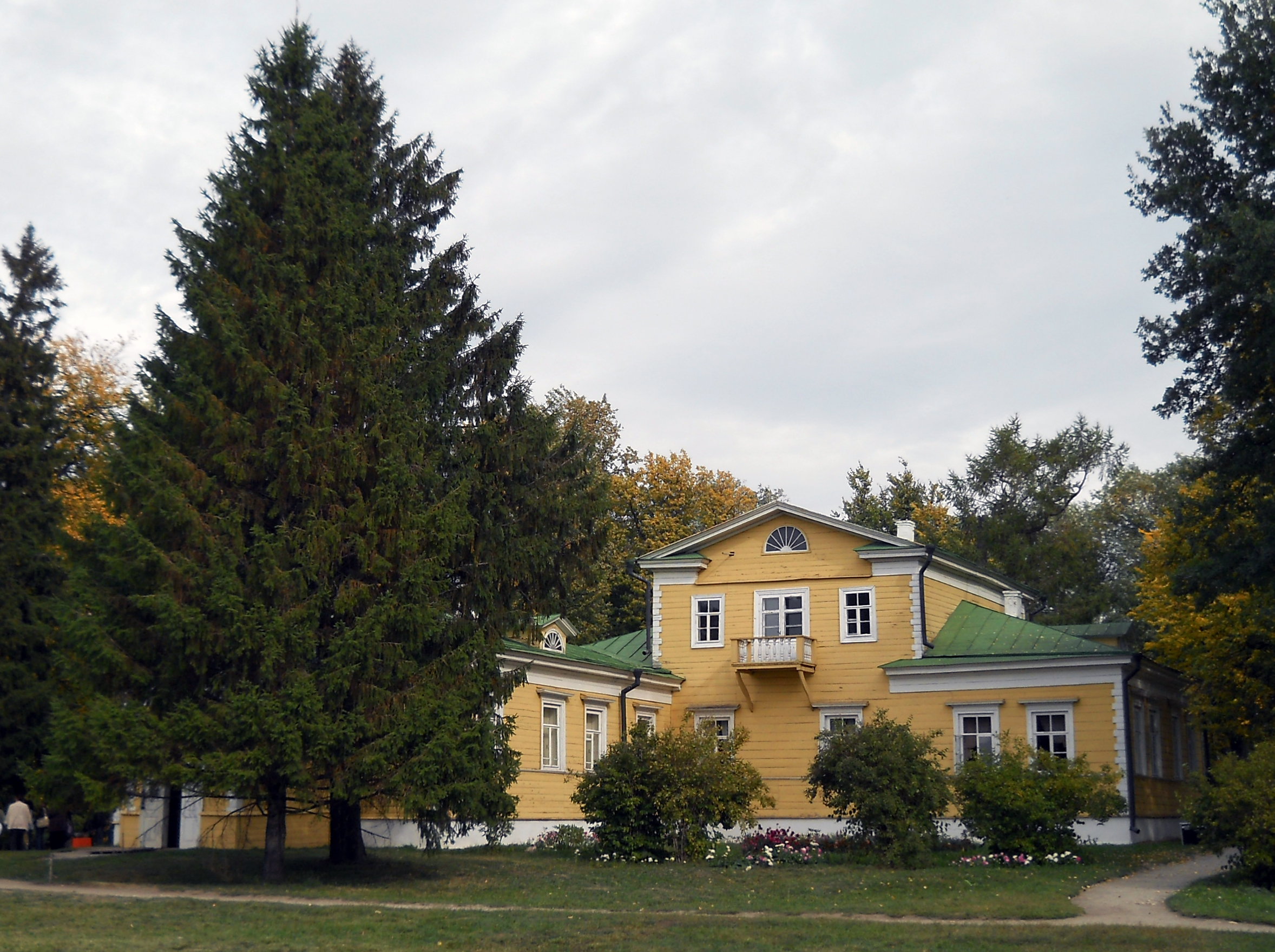
Барский дом болдинской усадьбы Пушкиных. После Александра Петровича он не раз перестраивался.

Дата рождения Александра Петровича Пушкина неизвестна. Исследователи относят его появление на свет к периоду между 1686 годом (когда родился его брат Илья) и 1692 годом, когда умер Пётр Петрович. В целом о жизни Пушкина-младшего известно немногое. Он служил в лейб-гвардейском Преображенском полку, где был солдатом самое позднее с 1718 года, сержантом и каптенармусом (унтер-офицером, который ведал хранением и выдачей военного имущества) — с 1722 года. 30 ноября 1719 года Пушкин был помолвлен с Евдокией Ивановной Головиной, на которой 31 января 1721 года женился и которая родила ему трёх или четырёх детей; в 1708 году ему была пожалована деревня Ракова в Сурожском стане Московского уезда, а в 1713 году Александр Петрович делил отцовское наследство с братьями Фёдором и Ильёй. В целом Пушкин был довольно обеспеченным человеком: ему принадлежали 1330 четвертей (то есть более 600 десятин) земли в ряде уездов — Московском, Коломенском, Рязанском, Зарайском, Дмитровском, Шацком и других. К тому же в 1718 году Александр Петрович получил в наследство владения своего двоюродного дяди, Ивана Ивановича Пушкина, в числе которых было село Болдино в Арзамасском уезде. Новый хозяин особенно заботился об этом своём поместье и старался расширять его, прикупая землю у соседей. Был у Пушкина и дом в Москве, «в Троицкой слободе у неглининских прудов».
Почти вся жизнь Пушкина прошла во время царствования Петра I. Женой Александра Петровича стала дочь одного из царских любимцев — Ивана Михайловича Головина, главного кораблестроителя, а впоследствии адмирала, причём Пётр присутствовал на свадьбе. По-видимому, заключить выгодный брак Пушкину удалось благодаря свойству, которое уже связывало две семьи: на Пушкиных были женаты двоюродный брат и двоюродный племянник Ивана Михайловича. Несмотря на невысокий чин, Александр Петрович принадлежал к петровскому окружению в силу своих служебных и личных связей. Он явно был предан царю и искренне его любил, так что смерть Петра стала для Пушкина большим личным горем. «Уведомился о всенародном нашем несчастии, что не стало в животе его императорского величества, об чем много зело плакал», — вспоминал Александр Петрович о событиях февраля 1725 года.

### Убийство жены
В декабре 1725 года в семье Пушкиных произошла трагедия, которая известна в подробностях благодаря «своеручному письму», составленному Александром Петровичем месяцем позже. Это подробная исповедь, написанная для следствия и говорящая о том, что Пушкин к 1725 году был явно болен психически: он страдал манией преследования, болезненно реагировал на многие мелочи и готов был делать неверные и даже абсурдные выводы из того, что происходило в его жизни. Основная тема письма — взаимоотношения Пушкина с женой. Автор пишет, что Евдокия Ивановна досталась ему «не девственна», но он её простил и жил с ней во взаимной любви, пока она к нему не охладела. По-видимому, этот брак и в самом деле был вполне благополучным, а Александр Петрович производил впечатление разумного человека. Известно, что между помолвкой и свадьбой он часто бывал в доме будущего тестя и говорил с невестой. Пушкин пишет: «По многим разговорам говорила мне покойная жена моя, что не будеши меня ты любити и станешь бити, и я в том, во уверение ей, написал ей своеручное письмо, и со клятвою в сохранение ея чести и в любви моей к ней и отдал ей, и дал в том верную поруку». Слово Александр Петрович держал, даже увидев «отмену в любви ея», так как продолжал любить жену и хотел счастья для детей.
Из-за службы Пушкин подолгу не видел семью. К тому же в последние годы он тяжело болел: в 1723 году около шести месяцев лежал в горячке, в 1725 году страдал «сердечной болезнью» и «кровавой рвотой». Как раз после горячки ему и начало казаться, что жена его разлюбила, но об этом он никому не рассказывал. В июле 1725 года, оправившись после второй болезни, Александр Петрович поехал со всей семьёй из Москвы в деревню; в пути он посетил брата Фёдора в рязанском поместье, а в августе поселился в своём селе Ислеево в Шацком уезде. Там в декабре того же года психологическое состояние Пушкина резко ухудшилось.
В своей исповеди Александр Петрович писал, что ему стало «зело тошно». Он начал бояться своих людей; появились предчувствие гибели и навязчивые представления о том, что Евдокия Ивановна «впала в блуд» с домашней прислугой и теперь сговаривается с дворовыми, чтобы убить мужа. Пушкин даже приказал надеть на нескольких слуг кандалы и посадить их в домашнюю тюрьму, чтобы потом отдать в розыск, но вскоре передумал. Потом он собрал своих людей и попросил у них прощения, сказав, что его «бес попутал». 10 декабря Пушкин решил уехать, «куды Бог путь покажет», попрощался с женой и детьми, но потом передумал снова. Навестив соседнего помещика А. С. Богданова, он попросил его съездить в Шацк и попросить отряд драгун для защиты от крепостных, но тот его отговорил: драгун наверняка не дали бы и только посмеялись бы над помещичьими страхами. В эти декабрьские дни Александр Петрович постоянно плакал, молился, прощался с детьми, простаивал службы в церкви. Его самочувствие становилось всё хуже, и Евдокия Ивановна, уверенная, что на мужа наложили порчу, прибегла к помощи знахарей и «колдунов», но это пробудило у Александра Петровича новые подозрения. 14 декабря Пушкина написала своему деверю Фёдору, что её супруг «в жестокой болезни, от которой не чаем животу ево спасение».
Наконец, 17 декабря 1725 года, когда супруги легли спать после обеда, Александру Петровичу показалось, что у постели стоит Ананий — «колдун», которого приводили в дом за несколько дней до того. Он пишет: «Зело стало мне тошно без меры, — пожесточалось сердце моё, закипело и как бы огонь, и бросился я на жену свою… и бил кулаками и подушками душил… и ухватил я кортик со стены, стал ея рубить тем кортиком». Слуги услышали крики, выбили дверь, отобрали у Пушкина оружие. Он сразу успокоился, а Евдокия Ивановна, которую перенесли в другую комнату, успела исповедаться и тут же скончалась. По словам священника, она просила передать отцу, чтобы тот «не проливал де за то мужа её и людей их крови».

### Следствие и смерть
Через несколько дней после трагедии в Ислеево приехал Фёдор Петрович Пушкин. Вместе с братом и с телом Евдокии Ивановны он отправился в Москву, и там 1 января 1726 года Александр Петрович явился в губернскую канцелярию с повинной: «в яузских воротых кричал караул и сказал за собою дело» — заявил, что он «изрубил жену свою до смерти». Его тут же отправили в Преображенский приказ. Началось следствие: у Пушкина взяли показания, причём теперь он рассказал, будто Евдокию Ивановну убили дворовые. Слуги и братья Александра Петровича сообщили следствию, что до трагедии супруги никогда не ссорились, сам Пушкин вскоре написал свою исповедь, в которой во всём признался. Между тем его физическое состояние оставляло желать лучшего. Главе Преображенского приказа Ивану Ромодановскому пришлось отпустить убийцу на поруки из опасения, что он умрёт «безвременно» и расследование придётся прекратить. 21 января Фёдор и Илья Пушкины забрали брата к себе, обязавшись не увозить его из Москвы.
12 февраля 1726 года датирован последний документ, под которым стоит подпись Александра Петровича. Это завещательное письмо, в котором он просит прощения у тёщи и всей прочей родни, отпускает на волю дворовых, просит похоронить его рядом с родителями в Варсонофьевском монастыре и приказывает на будущее сыну, получавшему все родовые владения, дать сестре в приданое пять тысяч рублей. По-видимому, вскоре после этого Пушкин умер от какой-то болезни. Причины смерти остаются неизвестными, так как не сохранились какие-либо медицинские документы. В прошении, поданном императору Петру II от имени детей Александра Петровича 25 февраля 1728 года, говорится, что он «умер в заточении».
Известно, что Пушкин остался должен в рекрутскую счётную канцелярию 800 рублей (его наследникам простили этот долг из-за их «сиротства и скудости»). Были у него и другие долги — в частности, он заложил за тысячу рублей свои шацкие деревни, чтобы получить деньги на обустройство дома и на покрытие более старых займов.

## Семья и потомки
Жена Александра Петровича Пушкина, Евдокия Ивановна, была дочерью Ивана Михайловича Головина и Марии Богдановны Глебовой, племянницей Степана Богдановича Глебова, казнённого в 1718 году за связь с царицей Евдокией. Одна из её сестёр стала женой князя Константина Кантемира, другая — женой князя Юрия Юрьевича Трубецкого и прапрабабкой Льва Толстого. Евдокия Ивановна родила дочь Марию (25 декабря 1721 года), сына Льва (22 февраля 1723 года) и, по разным версиям, либо Михаила (родился 6 сентября 1724 года, но умер уже в июле 1725), либо Давида (умер вскоре после рождения) и ещё одну Марию (умерла в 1728 году). На момент гибели Пушкина была в очередной раз беременна.
Дети Пушкиных воспитывались дедом по матери. Мария Александровна в 1741 году стала женой капитана Алексея Михайловича Ушакова, Лев Александрович Пушкин, дослужившийся до подполковника, является дедом поэта Александра Сергеевича Пушкина. По линии матери последний происходит ещё и от брата Александра Петровича, Фёдора: Надежда Осиповна была внучкой Алексея Фёдоровича Пушкина.

## Память

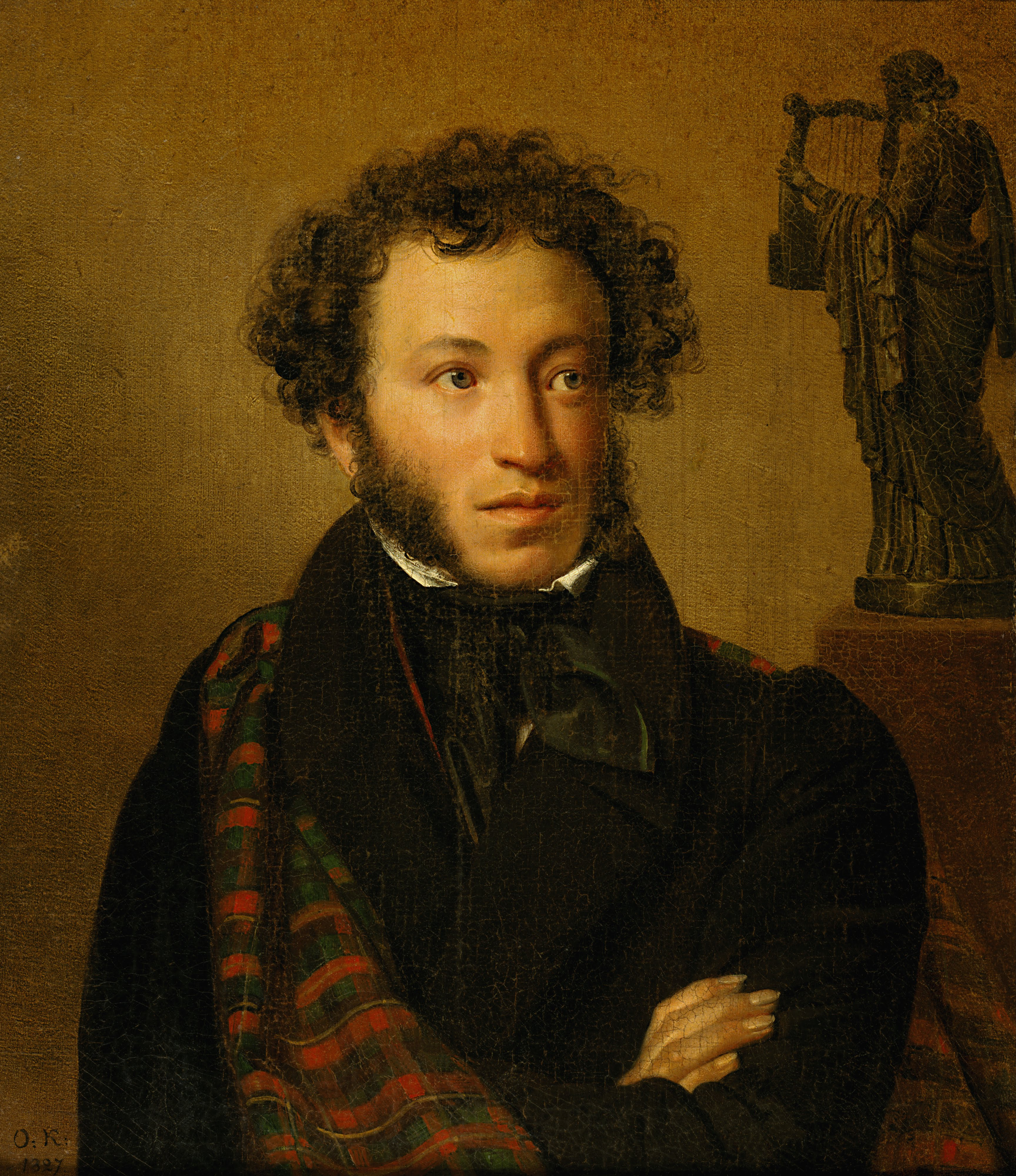
А. С. Пушкин

На историю Александра Петровича Пушкина первым обратил внимание его правнук. В 1830 году А. С. Пушкин набросал историю своего рода и, в частности, написал: «Прадед мой был женат на меньшой дочери адмирала гр<афа> Головина, первого в России андреевского кавалера и проч. Он умер очень молод и в заточении, в припадке ревности или сумасшествия зарезав свою жену, находившуюся в родах». Позже этот отрывок почти без изменений был включён в текст, названный постфактум «Начало автобиографии». Поэт здесь совершил две ошибки. Во-первых, Евдокия Ивановна на момент гибели была не «в родах», а во-вторых, графом и первым кавалером ордена Андрея Первозванного был не её отец, а другой Головин — Фёдор Алексеевич, двоюродный брат Ивана Михайловича.
В «Начале автобиографии» Александр Сергеевич ещё раз упоминает Александра Петровича, сообщая: «прадед мой Ганнибал так же был несчастлив, как и прадед мой Пушкин». Здесь имеется в виду история о том, что жена Ганнибала, по одной версии, подвергалась истязаниям из-за подозрений в измене, а по другой — родила белокожего ребёнка и пыталась отравить мужа. Подробности этих двух семейных драм могли повлиять на творчество А. С. Пушкина, в произведениях которого с конца 1820-х годов регулярно появляются описания безумия.
Ещё до революции были опубликованы документы Верховного тайного совета, касавшиеся пушкинского дела. Исследователь Б. Модзалевский собрал и опубликовал в своём труде «Род Пушкина» основные сведения об Александре Петровиче, которые были на тот момент скудными. В 1980-е годы пушкинистка Ю. Левина нашла в архиве Преображенского приказа дело «О сержанте Преображенского полка Александре Петрове Пушкине, виновном в убийстве жены своей…», содержащее показания убийцы, и составленное им исповедальное письмо. Благодаря этим документам удалось восстановить в подробностях историю семейной жизни Александра Петровича и совершённого им преступления. Левина констатирует, что Пушкин обладал определёнными литературными способностями, был наблюдательным и впечатлительным человеком, имел тягу к письменной речи.